# Sportowe ratownictwo wodne na Światowych Wojskowych Igrzyskach Sportowych 2019 – pływanie z przeszkodami na 200 m kobiet
Pływanie z przeszkodami na 200 m kobiet – jedna z konkurencji sportowego ratownictwa wodnego rozgrywanych podczas Światowych Wojskowych Igrzysk Sportowych 2019 w chińskim Wuhanie. 
Eliminacje i finał rozegrane zostały w dniu 22 października 2019 roku na pływalni Wuhan Five Rings Sports Center Natatorium. Złoty medal zdobyła Chinka Zhang Sishi, ustanawiając w finale nowy rekord Igrzysk wojskowych z czasem 2:02,95 min. 

## Rekordy
Przed finałem Światowych Wojskowych Igrzyskach Sportowych 2019 obowiązywały następujące rekordy:
| Rekord świata             | Lu Ying (CHN)   | 2:01,88 | Kaohsiung | 23.07.2009 |
| Rekord Igrzysk wojskowych | Qiu Yuhan (CHN) | 2:09,91 | Wuhan     | 22.10.2019 |

W trakcie zawodów ustanowiono nowy rekord Igrzysk wojskowych.
| Rekord Igrzysk wojskowych | Qiu Yuhan (CHN)   | 2:09,91 (wyścig el. nr 2) | 22.10.2019 |
| Rekord Igrzysk wojskowych | Zhang Sishi (CHN) | 2:02,95 (wyścig finałowy) | 22.10.2019 |

## Terminarz
| Data                 | Godzina (UTC+8) | Wydarzenie             |
| -------------------- | --------------- | ---------------------- |
| 22 października 2019 | 9:00            | Wyścigi kwalifikacyjne |
| 22 października 2019 | 19:00           | Finał                  |

## Wyniki

### Kwalifikacje
Do zawodów zgłosiło się 16 zawodniczek.

#### Wyścig 1
| Poz. | Imię i nazwisko          | Narodowość | Tor | Reakcja | Wynik   | Uwagi | Kwal. |
| ---- | ------------------------ | ---------- | --- | ------- | ------- | ----- | ----- |
| 1    | Zhang Sishi              | Chiny      | 4   | 0,67    | 2:11,7  |       | Q     |
| 2    | Isabel Fagundes          | Brazylia   | 8   | 0,74    | 2:18,83 |       | Q     |
| 3    | Elisa Mammi              | Włochy     | 5   | 0,71    | 2:21,61 |       | Q     |
| 4    | Celina Seidel            | Niemcy     | 3   | 0,73    | 2:27,27 |       | R     |
| 5    | Sandra Dawn McLean       | Kanada     | 2   | 0,79    | 2:28,16 |       | R     |
| 6    | Vicario Nazaret Guerrero | Hiszpania  | 6   | 0,86    | 2:30,96 |       |       |
| 7    | Mariette Nijhoff         | Holandia   | 7   | 0,86    | 2:33,07 |       |       |
| 8    | Nynke Ytsma              | Holandia   | 1   | 0,73    | 2:39,90 |       |       |

Źródło:

#### Wyścig 2
| Poz. | Imię i nazwisko                  | Narodowość | Tor | Reakcja | Wynik    | Uwagi | Kwal. |
| ---- | -------------------------------- | ---------- | --- | ------- | -------- | ----- | ----- |
| 1    | Qiu Yuhan                        | Chiny      | 4   | 0,66    | 2:09,91  | CR    | Q     |
| 2    | Giorgia Romei                    | Włochy     | 5   | 0,76    | 2:11,09  |       | Q     |
| 3    | Carolina Athayde                 | Brazylia   | 1   | 0,74    | 2:14,11  |       | Q     |
| 4    | Maria Lundahl                    | Szwecja    | 3   | 0,72    | 02:21,10 |       | Q     |
| 5    | Mercedes Gillian Francis Leblanc | Kanada     | 6   | 0,77    | 2:27,13  |       |       |
| 6    | Amelia Pisarczyk                 | Polska     | 8   | 0,84    | 2:35,41  |       |       |
| 7    | Tilde Eklind                     | Szwecja    | 2   | 0,77    | 2:44,56  |       |       |
| 8    | Sheyla Garcia Salvador           | Hiszpania  | 7   | 0,92    | 3:03,63  |       |       |

Źródło:

### Finał
| Poz.   | Imię i nazwisko                  | Narodowość | Tor | Reakcja | Wynik   | Uwagi |
| ------ | -------------------------------- | ---------- | --- | ------- | ------- | ----- |
| złoto  | Zhang Sishi                      | Chiny      | 3   | 0,67    | 2:02,95 | CR    |
| srebro | Qiu Yuhan                        | Chiny      | 4   | 0,67    | 2:03,76 |       |
| brąz   | Carolina Athayde                 | Brazylia   | 6   | 0,73    | 2:08,91 |       |
| 4      | Giorgia Romei                    | Włochy     | 5   | 0,72    | 2:10,33 |       |
| 5      | Isabel Fagundes                  | Brazylia   | 2   | 0,77    | 2:17,62 |       |
| 6      | Maria Lundahl                    | Szwecja    | 7   | 0,70    | 2:18,57 |       |
| 7      | Elisa Mammi                      | Włochy     | 1   | 0,72    | 2:22,57 |       |
| 8      | Mercedes Gillian Francis Leblanc | Kanada     | 8   | 0,81    | 2:24,33 |       |

Źródło: